# 王学路
王学路，河南大学生命科学学院教授，主要从事豆科生物学与品种分子设计、逆境与激素信号互作网路及其调控植物发育机制等方面的研究工作。入选中华人民共和国教育部2009年度"长江学者"特聘教授。